# Pourvu qu'on ait l'ivresse (film, 1974)
Pour l’article homonyme, voir Pourvu qu'on ait l'ivresse....
Pour plus de détails, voir Fiche technique et Distribution.
Pourvu qu'on ait l'ivresse est un film français réalisé par Rinaldo Bassi et sorti en 1974.

## Fiche technique
- Réalisation : Rinaldo Bassi
- Scénario : 	Reynald Bassi d'après La Confession d'un enfant du siècle d'Alfred de Musset
- Producteur : Yvon Guézel, Wladimir Roitfeld
- Directeur de la photographie : Étienne Szabo
- Lieu de tournage : Château de Prunoy, Charny, Yonne[1]
- Musique : Carl Orff (Carmina Burana)[1]
- Montage : Sabine Mamou
- Date de sortie : 1974

## Distribution
- Alain Noury : Octave
- Denyse Roland : Gamiani
- Paul Guers : Desgenais
- Jean Valmont : Edouard
- Olivier Hussenot : Le vieux prêtre
- Stefania Careddu : Mme Levasseur
- Gabriella Giorgelli : La tante
- Christine Parat
- Jean-Paul Solal
- Valérie de Tilbourg : Fanny